# Alexander Dreyschock
Alexander Dreyschock (* 15. Oktober 1818 in Schak bei Kuttenberg (Böhmen); † 1. April 1869 in Venedig) war ein böhmischer Klaviervirtuose und Komponist.

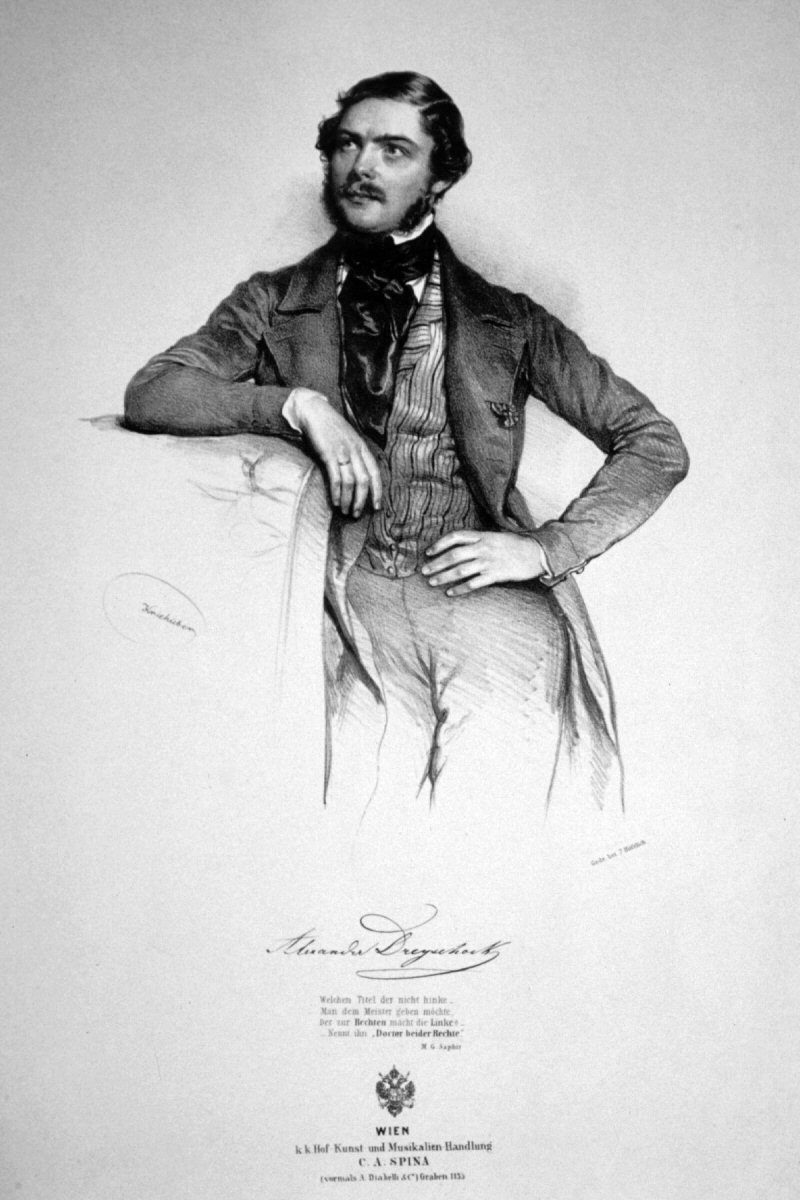
Alexander Dreyschock, Lithographie von Joseph Kriehuber, 1845

## Leben
Dreyschock war ein Schüler des österreichisch-böhmischen Musikers Wenzel Johann Tomaschek. Bereits im Alter von acht Jahren trat er öffentlich auf. Nachdem er als Klaviervirtuose jahrelang durch ganz Europa (u. a. Deutschland, Holland, Frankreich, England und Österreich) gereist war, ließ er sich 1862 in Sankt Petersburg nieder. Er war dort Direktor der Theatermusikschule, Hofpianist und Lehrer am Konservatorium. Er galt zu seiner Zeit als bedeutendster Klaviervirtuose neben Franz Liszt und dem Hummel-Schüler Sigismund Thalberg.
Dreyschock trat als Komponist virtuoser Salonmusik hervor. Zu nennen sind drei Rhapsodien, die Suite Soirée d’hiver, das Rondo brillant, ein Impromptu en forme d'une Mazurka, eine Große Fantasie und das Konzertstück in c-moll. Seine bedeutendsten Werke sind die d-moll-Klaviersonate aus dem Jahr 1845 und das Klavierkonzert in d-moll von 1860.
Sein jüngerer Bruder war der Violinist Raimund Dreyschock, seit 1850 zweiter Konzertmeister neben Ferdinand David am Gewandhaus, Lehrer für Violine am Konservatorium.

## Diskographie
- Dreyschock, Alexander: Klavierkonzert d-moll (Hyperion Records 1999 – The Romantic Piano Concerto 21[1]